# 231
231（二百三十一、にひゃくさんじゅういち）は自然数、また整数において、230の次で232の前の数である。

## 性質
- 231は合成数であり、約数は 1, 3, 7, 11, 21, 33, 77 と 231 である。
  - 約数の和は384。
  - 約数の個数が3連続(230,231,232)で同じになる8番目の中央の数である。1つ前は218、次は243。
- 231 = 1 + 2 + 3 + 4 + 5 + 6 + 7 + 8 + 9 + 10 + … + 20 + 21
  - 21番目の三角数である。1つ前は210、次は253。
    - 三角数において三角数番目で表せる6番目の数である。1つ前は120、次は406。(オンライン整数列大辞典の数列 A002817)
      - この数は n = 6 のときの n(n + 1)(n2 + n + 2)/8 の値である。

    - 三角数において各位の和も三角数になる16番目の数である。1つ前は210、次は253。(オンライン整数列大辞典の数列 A062099)
    - 231 = 21 + 210 = 78 + 153
      - 2つの異なる三角数の和で表せる9番目の三角数である。1つ前は171、次は276。(オンライン整数列大辞典の数列 A112352)
        - 2通りの三角数の和で表せる最小の三角数である。次は3通りの276。

    - 231 = 6 + 15 + 210 = 6 + 105 + 120 = 15 + 45 + 171 = 45 + 66 + 120
      - 3つの異なる三角数の和で表せる14番目の三角数である。1つ前は210、次は253。(オンライン整数列大辞典の数列 A112353)

  - 11番目の六角数である。1つ前は190、次は276。
- 231 = 3 × 7 × 11
  - 22番目の楔数である。1つ前は230、次は238。
    - 230と231は共に楔数であり、連続する整数の組としては最小である。次は285と286。
    - 三角数の楔数としては5番目の数である。1つ前は190、次は406。
    - 楔数の素因数が等差数列になる2番目の数である。1つ前は105、次は627。(オンライン整数列大辞典の数列 A262723)
- 231 = 1 + 2 + 3 + 5 + 8 + 13 + 21 + 34 + 55 + 89
  - フィボナッチ数列を構成する最初の10数の和である。1つ前は142、次は375。
- 1/231 = 0.004329… (下線部は循環節で長さは6)
  - 逆数が循環小数になる数で循環節が6になる37番目の数である。1つ前は224、次は234。
- 各位の和が6になる17番目の数である。1つ前は222、次は240。
- 各位の立方和が平方数になる28番目の数である。1つ前は220、次は261。(オンライン整数列大辞典の数列 A197039)
- 各位の積が6になる11番目の数である。1つ前は213、次は312。(オンライン整数列大辞典の数列 A199988)
  - 各位の和と各位の積が等しくなる14番目の数である。1つ前は213、次は312。(オンライン整数列大辞典の数列 A034710)
- 3桁以上の数で最大桁と最小桁で作る数で元の数を割り切れる27番目の数である。1つ前は225、次は240。(オンライン整数列大辞典の数列 A108343)
例．231 ÷ 21 = 11
  - 23…31 の形の数はすべて21の倍数である。(例．23…31 = 11…11 × 21)
- 桁で並べ替えをすると連続自然数になる29番目の数である。1つ前は213、次は234。(オンライン整数列大辞典の数列 A288528)
- 23の約数 1,23 を降順に並べた数である。n の約数を降順に並べた数とみたとき1つ前の22は221121、次の24は2412864321。(オンライン整数列大辞典の数列 A176558)
- 231 = 162 − 25
  - n = 16 のときの n2 − 25 の値とみたとき1つ前は200、次は264。(オンライン整数列大辞典の数列 A098603)
- 231 = 202 − 169
  - n = 20 のときの n2 − 132 の値とみたとき1つ前は192、次は272。(オンライン整数列大辞典の数列 A132768)

## その他 231 に関連すること
- 西暦231年
- JR東日本E231系電車
- 第231代ローマ教皇はクレメンス8世（在位：1592年1月30日～1605年3月3日）である。
- モーツァルト作曲のカノン「俺の尻をなめろ」のケッヘル番号。
- 231 × 10−1 = 23.1 は eπ の近似値である。(ゲルフォントの定数)(オンライン整数列大辞典の数列 A039661)